# 奧斯卡·伊察索
奧斯卡·伊察索（Oscar Ichazo，1931年7月24日—2020年3月26日），玻利維亞哲學家，整合理論的創始人。1968年，奧斯卡·伊察索創立了阿里卡學校。

## 研究
奧斯卡·伊察索在1954年的一次採訪中說，他已經對機械和重複性的思維和行為模式有了深入的了解。 這些過程可以通過九型人格來分析現實。
在原型分析中，奧斯卡·伊察索描述了一種在生命的早期階段將人的自我固定在心理中的九種方法。 對於每個人來說，這些“自我注視”之一便成為他們自我心理性格發展而形成的自我形象。 每種固定方式在情感層面上也受到特定“激情”的影響，奧斯卡·伊察索將這些激情描述為「九型人格」。
根據奧斯卡·伊察索的說法，一個人的固執來自於兒童的心理創傷的主觀體驗（自我感知），而這兩種本能都無法滿足他們的期望。 年幼的孩子以自我為中心，因此由於以下三種基本態度之一而對自己的期望感到失望：被吸引，不吸引，不感興趣。 從這樣的經驗中，機械的思想和行為模式出現，作為對創傷復發的嘗試防禦。 通過了解注視點並進行自我觀察，可以相信一個人可以減輕甚至超越痛苦，並且注視點可以保持在頭腦中。